# Tai tượng bông ngắn
Tai tượng bông ngắn (danh pháp hai phần: Acalypha brachystachya) là loài thực vật có hoa trong họ Đại kích. Loài này được Hornem. miêu tả khoa học đầu tiên năm 1807.